# Bonito (Pará)
Bonito é um município brasileiro do estado do Pará. Localiza-se a uma latitude 01º21'45" sul e a uma longitude 47º18'21" oeste, estando a uma altitude de 49 metros. Sua população estimada em 2004 era de 10.493 habitantes.
Possui uma área de 564,8599 km². Fez parte do município de São Miguel do Guamá até 1961, quando obteve autonomia municipal.

## Bairros
- Centro
- Distrito (Santo Antonio do Cumaru)
- Distrito (São João de Panela)
- Distrito (Travessão do L)